# Парфений (патриарх Иерусалимский)
Патриа́рх Парфе́ний Гере́нис (греч. Παρθένιος Γερένης; кон. 1680-х — 1770) — епископ Иерусалимской православной церкви, патриарх Иерусалимский.

## Биография
Родился он в конце 1680-х годов в Афинах. Был сыном архонта Спиридона Герениса, принадлежавшего к одной из старейших и важнейших семей Афин. Получил хорошее образование, о чём свидетельствует то, что в своих трудах он с легкостью оперировал персонажами древнегреческой истории, а в бытность Патриархом, активно покровительствовал новооткрытой богословской школе в Иерусалиме.
В начале 1730-х годов Парфений был возведён в сан митрополита Кесарии Палестинской. Эта позиция традиционно считалась предпоследней ступенькой на пути к Патриаршей кафедре. Как один из лидеров Святогробского братства, эпитроп Святого Гроба (патриарший наместник в Палестине), митрополит Парфений в 1730—1735 годы активно участвовал в противоборстве с армянами за обладание святыми местами Палестины. Он составил описание этих событий с целью обогатить будущие поколения святогробцев опытом борьбы с конкурирующими исповеданиями. Из текста не вполне ясно, где в эти годы находился сам Парфений — в Константинополе в окружении Патриарха Мелетия или в Палестине, что больше соответствовало его функциям эпитропа
Вполне возможно, что уже тогда Парфений мог общаться с российскими дипломатами и знать И. И. Неплюева, которого он упоминает в своем донесении 1745 года, а также познакомиться с Алексеем Вешняковым, который с 1729 года состоял помощником русского резидента в Константинополе.
В 1737 году престарелый Иерусалимский Патриарх Мелетий отрекся от престола, указав на Парфения как на своего преемника. Положение Иерусалимской церкви в тот период было весьма сложенным. Главными проблемами были долги церкви и экспансия католиков. Патриарх Парфений организовал создание Иерусалимской школы, в которую он пригласил Иакова Патмосского в качестве учителя, который дал большой толчок возрождению образования.
Когда Парфений занял Иерусалимский престол, ситуация с паломничеством была в пользу латинян. Договор 1740 года между Францией и Турцией ещё больше укрепил позиции латинян, став основой французского протектората на Востоке. Под покровительством французов латиняне не позволили патриарху Парфению войти в Вифлеемский храм и решили отремонтировать Храм Воскресения Христова (1742). Однако из-за столкновения между латинянами и православными в храме Воскресения появилась возможность пересмотреть весь вопрос паломничества, который закончился в пользу православных указом султана Османа III в 1757 году, открывшим новый период в истории Иерусалимской церкви. Данная борьбы была весьма тяжёлой и финансово затратной, так как в ходе неё значительные средства уходили на взятки турками: «у них же особливо есть многия тайныя дачи туркам… тем, кто их покрывает… которых и объявить не могут», из-за чего Иерусалимская церковь постоянно была обременена долгами. Вешняков упоминал, что французский посол за 50 тысяч пиастров добился у Порты низложения православного Антиохийского Патриарха Сильвестра и возведения на престол его соперника прокатолической ориентации. Теперь Греческим Патриархам придется заплатить вдвое больше, чтобы этот фирман был аннулирован. По данным Вешнякова, только францисканские стражи Святого Гроба, ежегодно получали от Испании 70 тысяч пиастров, не считая субсидий от Франции, других латинских государств, Ватикана и пожертвований частных лиц. «Сему же нашему [православному] патриаршеству ни от какой державы ничего, опричь бедных и разоренных княжений влахомолдавских, те малые, можно сказать, кровавыя подаяния и доходы».
Борясь с католической экспансией, пытался опереться на Российскую империю. Осенью 1739 года, по окончании русско-турецкой войны, в Стамбуле возобновило работу российское дипломатическое представительство во главе с резидентом Алекссем Вешняковым. Судя по всему, Патриарх и резидент довольно быстро вошли в общение. В АВП РИ сохранилась интереснейшая группа документов середины XVIII века «Выписка о тайных российскому двору в Константинополе приятелях, и о назначении им денежных пенсий». Самое раннее сообщение в этом деле — отрывок из секретного приложения к реляции А. Вешнякова от 25 октября 1742 года с перечнем тайных российских агентов. Вешняков делил их на 3 группы: лица, получавшие постоянное жалованье; те, кому платили «сдельно», в зависимости от ценности оказанных услуг; те, кто работал безвозмездно. Последнюю категорию составляли почти исключительно греки, «которые токмо по единоверию часто уведомляют о многих полезных делех к интересам российским». Последнюю группу замыкает Парфений: «Патриарх Иерусалимский також по доброхотству сообщает знатные известия, но ныне он в отсутствии для собрания милостины на оплату долгов Гроба Господня». Патриарх был в курсе всех интриг и слухов, циркулировавших в османских политических кругах. Парфений был в курсе внешней политики Порты, усилий османской дипломатии выступить посредником в спорах европейских держав или опасений османов в связи с гипотетической концентрацией русских войск у границ Молдавии и того, что кизляр-ага запрашивал информацию на этот счет у валашского князя. Для Вешнякова Парфений представлял собой дополнительный и бесплатный канал информации, возможность перепроверки и уточнения сообщений других осведомителей. Часто он упоминается в таком контексте: «О сем равно также Исак ага сказывал, и от других слышно, особливо от Патриарха Иерусалимского, от [австрийского резидента] Пенклера, от венецкого посла». Иерусалимский Патриарх фигурирует в корреспонденции Алексея Вешнякова приблизительно один раз на каждых 50-70 листах. Помимо конкретных данных, резидент и Патриарх обсуждали и общие вопросы состояния и перспектив Османской империи. После внезапной смерти Вешнякова 29 июля 1745 года Патриарх Парфений единственный раз решился выйти на прямой контакт с российским правительством. Он передал с поручиком А. Никифоровым, возвращавшимся в Киев из Константинопольской миссии, свое послание «высокоповеренным господам министрам» о политическом состоянии Османской империи. Однако в отличие от таких же Патриарха Досифея (Нотары), пророссийские симпатии Парфения не находили отклика в Коллегии иностранных дел, где его принимали не как Святейшего Патриарха, а как рядового осведомителя. Это было связано с особенности внешней политикой Российской империи того времени, поскольку в отличие о XVIII века «Петербургская Россия сменила вектор своих культурно-политических интересов, и контакты с православным Востоком утратили для нее прежнее значение».
17 октября 1766 года ушёл на покой по состоянию здоровья. Скончался в 1770 году.